# Neodämmerung
Neodämmerung – utwór autorstwa Dona Davisa stanowiący część ścieżki dźwiękowej filmu Matrix Rewolucje. Słowa pieśni wzięte są z Upaniszad. Tytuł i muzyka nawiązują do czwartej części dramatu muzycznego Richarda Wagnera „Pierścień Nibelunga”, noszącej tytuł „Zmierzch bogów” (Götterdämmerung), co w mitologii germańskiej oznaczało walkę bogów poprzedzającą koniec świata (Ragnarök).